# George Huntington
George Huntington (9 de abril de 1850-3 de marzo de 1916) fue un médico estadounidense de una clínica que contribuyó en la descripción clásica de la enfermedad que lleva su nombre la enfermedad de Huntington. 
Huntington describió esta condición en el primero de los dos únicos trabajos científicos que escribió. Escribió este artículo cuando él tenía 22 años, un año después de recibir su título en medicina de la Universidad de Columbia en Nueva York. La primera vez en el periódico antes de la Meigs y Mason Academia de Medicina de Middleport, Ohio el 15 de febrero de 1872 y luego en la revista de medicina y cirugía de Filadelfia, el 13 de abril de 1872.
George Huntington no se debe confundir con George Sumner Huntington (1861-1927), el anatomista. (ambos asistieron al Colegio de Médicos y Cirujanos de la Universidad de Columbia).

## Biografía
Su padre y su abuelo, George Lee Huntington (1811-1881) y Abel Huntington (1778-1858), respectivamente, también fueron médicos. La familia había vivido en Long Island desde 1797, cuando su abuelo el Dr. Abel Huntington (1778-1858) abrió su práctica general en East Hampton, en la costa atlántica. Se casó con Frances Lee el mismo año abrió su práctica. Su hijo, George Lee Huntington, que nació allí en 1811, estudió medicina en la Universidad de Nueva York, y pasó el resto de su vida en la práctica establecida por su padre. Éste se casó con Mary Hogland. Su hijo George, que se convertiría en la tercera descendencia sucesiva médica de la familia, nació el 9 de abril de 1850, en East Hampton, un hecho que fue decisivo para su fama perdurable en la historia médica. A temprana edad George se familiarizó con la práctica de su padre, y como un niño lo siguió en sus rondas y visitas a los enfermos. 
George Huntington se licenció en medicina en la Universidad de Columbia, Nueva York, en 1871, a la edad de 21 años. Su tesis en la universidad de médicos y cirujanos se tituló "El opio". 
Después de graduarse regresó a Huntington de East Hampton, donde trabajó durante algún tiempo con su padre. En este período se pudo observar más los casos de corea hereditaria, que él había visto por primera vez con su abuelo y su padre. 
En una conferencia que dio a la Sociedad Neurológica de Nueva York en 1909, Huntington dijo:

"Hace más de 50 años, en caballo con mi padre, en sus rondas vi a mi primer caso del “trastorno "- que fue la forma en que los nativos se referían a la temida enfermedad-. Lo recuerdo tan vívidamente como si hubiera ocurrido ayer. Se hizo una impresión más perdurable en mi mente de niño, una impresión que fue el primer impulso a mi elección con la corea de mi contribución a la ciencia médica virgen. Conducía con mi padre a través de un camino arbolado que conduce de East Hampton a Amagansett, de repente vi a dos mujeres, tanto inclinarse, girar, hacer muecas. Miré con asombro, casi con miedo. ¿Qué podría significar? Mi padre hizo una pausa para hablar con ellos y pasamos. Entonces, así mi instrucción comenzó, mi instrucción médica tuvo su inicio. Desde éste punto, mi interés por la enfermedad nunca ha cesado completamente”.

Se aprovechó de las notas tomadas por su padre y su abuelo en la enfermedad que había atraído su atención en la infancia, y diagnosticó varios casos. El manuscrito de su artículo encuesta sobre hipercinesias coreicos, en el que describe la enfermedad que lleva su nombre, se trabajó a cabo probablemente durante este tiempo. En un manuscrito original que ha conservado su padre había hecho sugerencias para reformas y adiciones. Es probable que Huntington tenía su manuscrito inédito con él cuando salió de East Hampton.
El 15 de febrero de 1872 George Huntington dio a su presentación clásica, de corea en la  Academia de Medicina Meigs y Mason, en Middleport, Ohio. Sólo tenía veintidós en el momento. Su conferencia fue recibida con aplausos, así que envió el manuscrito a la revista de Medicina de Filadelfia, donde apareció el 13 de abril de 1872. 
En esa conferencia dio a conocer a la comunidad médica la descripción de la enfermedad, y destacó tres características:
- Se trataba de una enfermedad de origen hereditario: “cuando uno de los padres manifestaba los síntomas, uno o más de los descendientes, de manera inevitable, sufría la condición”.
- Quienes la padecían presentaban tendencias suicidas y de demencia: “la mente y el cuerpo se iban debilitando en una forma gradual hasta que la muerte llegaba, liberándolos finalmente del sufrimiento”.
- La enfermedad se manifestaba siendo adulto y la condición se agravaba con la edad: “los movimientos incrementaban gradualmente hasta que los músculos, que en el principio no se observaban afectados, terminaban participando también de los movimientos espasmódicos”.

Un resumen fue publicado en la literatura alemana de Adolf Kussmaul y Carl Wilhelm Hermann Nothnagel en 1872 y, posteriormente, el epónimo se utilizó cada vez más por autores europeos. Huntington reconoce el carácter hereditario de la enfermedad, haciendo constar en su documento original "Cuando uno o ambos progenitores han demostrado las manifestaciones de la enfermedad, una o más de los hijos siempre sufren de la condición. Nunca se salta de una generación a otra, sin manifestarse. Una vez que han cedido sus créditos, que nunca se recupera . 
En 1908, en un artículo de revisión, en la revista Neurograph, Sir William Osler escribió: "En la historia de la medicina hay pocos casos en que una enfermedad ha sido más precisa, más gráfica o más brevemente". Actualmente hay una tendencia a utilizar la enfermedad de la designación de Huntington en lugar de la corea de Huntington, pero el título original es todavía muy conocida, aceptada y comprendida. 
Jelliffe y Tilney dieron a la tarea de rastrear la ascendencia de las familias afectadas, un estudio concluyó algunos años más tarde por Vessie (1932), quienes encontraron que provenía de dos hermanos y sus familias que habían salido de Bures (en Essex) de Suffolk, Inglaterra, y luego navegó hacia la bahía de Boston en 1630. Durante el transcurso de esos tres siglos cerca de 1000 descendientes de los colonos originales se sabe que han llegado con la enfermedad. No pocos de estos desgraciados fueron juzgados por brujería en los tribunales coloniales, y también de otras formas, fueron perseguidos porque sus movimientos involuntarios fueron interpretados como "una pantomima derise de los sufrimientos del Salvador durante la crucifixión." 
La corea progresiva y hereditaria se había descrito antes de 1872, y la descripción clínica más completa, aun incluyendo el componente de la demencia, se había publicado en Noruega por el médico del distrito en Setesdal, Johan Christian Lund, tan temprano como en 1859. Este informe no recibió la atención internacional y era ciertamente desconocida a Huntington. No fue traducida al inglés hasta 1959, un siglo después.
En 1874 se trasladó a Nueva York, y aparte de dos años en Carolina del Norte, pasó el resto de su vida en la práctica de la medicina en el Condado de duquesa. Se retiró en 1915. 
Huntington se casó el 6 de octubre de 1874 con Mary Elizabeth. Era un hombre modesto, humorístico, que disfrutaron de caza, pesca, dibujando la vida silvestre y tocando la flauta. Él era amable y de conciencia en su práctica médica y muy querido por sus pacientes. Tuvo una vida familiar feliz y cinco hijos, y una gran afición por la música, a menudo tocando la flauta con acompañamiento de su esposa. Además, era un ardiente estudioso de la naturaleza y la pistola. El dibujo fue uno de los intereses de su vida y que a menudo hicieron dibujos de aves de caza durante sus viajes por el bosque. Aquí, entonces, era un hombre que disfrutaba de la vida al máximo, y que, por su intuición y la imaginación, se ganó un lugar en la historia médica. Fue médico práctico hasta la edad de los 64 años.
Tuvo varios períodos en los cuales sufrió de ataques de asma. Huntington murió de neumonía el 3 de marzo de 1916 a la edad de 65 años, en la casa de su hijo, un médico, en El Cairo, Nueva York.

## Referencias

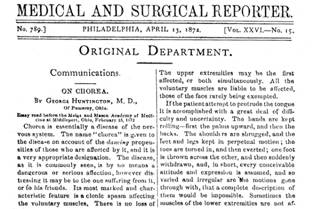
Artículo de George Huntington